# Beaufort-ház
A Beaufort-ház (/ˈboʊfərt/) XIV. század óta létező angol nemesi család, amelynek egyenesági felmenője III. Eduárd angol király. Unokája Somerset grófja, az ő fia Somerset hercege címet nyert. A Beaufortok a Lancaster-ház mellékágaként jelentős szerepet játszottak a Rózsák háborújában, amelyben a család férfi tagjai mind meghaltak. A harmadik herceg törvénytelen fia felvette a Somerset nevet, hamarosan Worcester grófja lett. A leszármazottait az uralkodók előbb Worcester márkijává, majd Beaufort hercegévé emelték.
A Beaufort név a franciaországi Champagne tartományban fekvő Montmorency-Beaufort birtokra utal, amely a Lancaster-ház ősi és jelentős birtokai közé tartozott. A legkorábbi ismert kapcsolat III. Henrik fiához, Edmund Crouchback-hez, Lancaster 1. grófjához  köthető, akinek harmadik fia, John of Lancaster (1286–1317) „Beaufort ura” (Seigneur de Beaufort) címet viselte. A Beaufort-birtok végül más hatalmas birtokokkal együtt III. Eduárd harmadik életben maradt fiára, Genti Jánosra szállt, miután feleségül vette a Lancaster-örökös Blanche-t.

## Története
III. Eduárd fiának, Genti János lancasteri hercegnek és szeretőjének, Katherine Swynfordnak a gyermekei azelőtt születtek, hogy a herceg harmadik feleségként elvette volna szeretőjét, így azok törvénytelennek számítottak. Az esküvőt követő évben gyermekeiket IX. Bonifác pápa és az uralkodó, II. Richárd angol király is törvényesnek nyilvánította 1397-ben. Az így legalizált gyerekek közül John Beaufort, Somerset 1. grófja, Henrik Beaufort bíboros, Winchester püspöke, Thomas Beaufort, Exeter 1. hercege és a Térdszalagrendet is elnyert Joan Beaufort, Westmorland grófnéja az ismertebb.
A Beaufortok már eddig is befolyásos és gazdag családnak számítottak, de még nagyobb hatalomra tettek szert, amikor féltestvérük 1399-ben IV. Henrik néven király lett, miután megfosztotta trónjától unokatestvérét, II. Richárdot. Sablon:IV. Henrik azonban 1406-ban úgy döntött, hogy bár a Beaufortokat törvényesnek ismeri el, utódaik nem jogosultak trónigényre. John Beaufortot már 1397-ben Somerset grófjává tették. Második fia, John 1443-ban Somerset első hercege lett.
Erről bővebben a Somerset hercege szócikk Beaufort család időszaka (1397-1471) részében olvashat. Ott található meg az időszakra vonatkozó családfa és címer-táblázat is.
Amikor a XV. század második felében kitört a Rózsák háborúja, a Beaufortok voltak VI. Henrik és a Lancaster-ház fő támogatói. A Beaufortok súlyos veszteségeket szenvedtek a Rózsák háborújában. Edmund Beaufort, Somerset 2. hercege és három idősebb fia (a 3. és 4. herceg, valamint Dorset grófja) mind életüket vesztették, törvényes férfi örökös nélkül. A család utolsó örököse Somerset 1. hercegének egyetlen leánya, Margaret Beaufort volt, aki feleségül ment Edmund Tudorhoz, Richmond grófjához. A fiuk, a későbbi VII. Henrik király, az angol Tudor-ház megalapítója.
A Beaufort-ház napjainkban is létezik egy törvénytelen ágon keresztül, amely Charles Somersethez, Worcester 1. grófjáig vezethető vissza. Ő Henry Beaufortnak, Somerset 3. hercegének törvénytelen fia volt, felvette a „Somerset” vezetéknevet, és használta a Beaufort-címert, bár egy „bal harántpólyával” (baton sinister) jelezte törvénytelen származást. 
A Beaufort-ház jelenlegi képviselője Henry Somerset, Beaufort 12. hercege, aki így — egy törvényesített és egy törvénytelen ágon keresztül — apai ágon közvetlen leszármazottja II. Henriknek, az első Plantagenet királynak. Henry Somerset, Worcester 3. márkija, Charles Somerset hatodik generációs leszármazottja, segédkezett II. Károly királynak a monarchia helyreállításában. Jutalmul 1682-ben megkapta a Beaufort hercege címet. A Somerset hercege cím ekkor már nem volt elérhető, mivel VI. Eduárd 1547-ben nagybátyjának, Edward Seymournak, a Lord Protectornak adományozta azt – ez a család és cím ma is létezik.
Így a Beaufort-házat ma férfiágon a törvénytelen ágon továbbélő Somerset-ház képviseli, melynek jelenlegi idősebb képviselője Henry Somerset, Beaufort 12. hercege. A Somerset család régóta a Beaufort-címert használja különbségjel nélkül; a törvénytelen származásra utaló harántpólya használata Charles Somerset után megszűnt.
Erről bővebben a Beaufort hercege szócikkben olvashat. Ott találhatók meg az időszakra vonatkozó családfák és címer leírások is.

## Fontosabb családtagok
- John Beaufort (~1373–1410), Somerset 1. grófja (1397–), Somerset 1. és Dorset 1. márkija (1397–1399)
- Henry Beaufort (1401–1418), Somerset 2. grófja
- Joan Beaufort (1404–1445), I. Jakab skót király (1394–1437) felesége
- John Beaufort (1404–1444), Somerset 3. grófja, Somerset 1. hercege (1443–)
- Margit Beaufort, férje Edmund Tudor (~1430–1456), Richmond 1. grófja
- Edmund Beaufort (~1406–1455) Somerset 2. hercege (1448)
- Henry Beaufort (1436–1464), Somerset 3. hercege
- Edmund Beaufort (1438–1471), Somerset 4. hercege, Somerset 6. grófja, Dorset 3. grófja, Dorset 3. márkija
- John Beaufort, (–1471) Dorset márkija
- Henry Beaufort (1375-1447), Lincoln püspöke (1398), Winchester püspöke (1404), bíboros (1426)
- Thomas Beaufort (1377–1426), Exeter 1. hercege

- Charles Somerset (1460–1526), Worcester 1. grófja
- Henry Somerset (1496–1549), Herbert 4. bárója, majd Worcester 2. grófja
- William Somerset (1526–1589), Worcester 3. grófja
- Edward Somerset (1550–1628), Worcester 4. grófja
- Henry Somerset (1577–1646), Worcester 1. márkija
- Edward Somerset (1601–1667), Worcester 2. márkija
- Thomas Somerset (1579–~1650)[m 1], Somerset 1. vikomtja

- Henry Somerset (1629–1700), Beaufort 1. hercege
- Henry Somerset (1684–1714), Beaufort 2. hercege
- Henry Scudamore (1707–1745), Beaufort 3. hercege
- Margaret Somerset (~1728–1798), Thomas Gainsborough (1727–1788) felesége
- Charles Somerset (1709–1756), Beaufort 4. hercege
- Henry Somerset (1744–1803), Beaufort 5. hercege
- Henry Somerset (1766–1835), Beaufort 6. hercege
- Henry Somerset (1792–1853), Beaufort 7. hercege
- Henry Somerset (1824–1899), Beaufort 8. hercege
- Henry Somerset (1847–1924), Beaufort 9. hercege
- Henry Somerset (1900–1984), Beaufort 10. hercege
- David Somerset (1928–2017), Beaufort 11. hercege
- Henry Somerset (1952–), Beaufort 12. hercege
- FitzRoy Somerset (1788–1855), Raglan 1. bárója

## Fordítás
- Ez a szócikk részben vagy egészben  a   House of Beaufort című angol Wikipédia-szócikk ezen változatának fordításán alapul.  Az eredeti cikk szerkesztőit annak laptörténete sorolja fel. Ez a jelzés csupán a megfogalmazás eredetét és a szerzői jogokat jelzi, nem szolgál a cikkben szereplő információk forrásmegjelöléseként.